# Christophe Guénot
Christophe Guénot, né le 7 janvier 1979 à Saint-Rémy (Saône-et-Loire), est un lutteur français.

## Présentation
Il concourt dans la catégorie des moins de 74 kg en lutte gréco-romaine. Christophe est un agent de sécurité du Groupe de protection et de sécurité des réseaux (GPSR) de la Régie autonome des transports parisiens (RATP).
Le 13 août 2008, il reçoit la médaille de bronze aux Jeux olympiques de Pékin.
Son frère Steeve, lui aussi lutteur, est sacré champion olympique de lutte à Pékin, le même jour où lui reçoit sa médaille de bronze.
Après l'arrêt de sa carrière de lutteur en 2012, il devient entraîneur national d'abord au Pôle France de Dijon et, depuis 2013, à l'INSEP à Paris.

## Palmarès
- Jeux olympiques
  -  Médaille de bronze dans la catégorie des moins de 74 kg en 2008

- Championnats du monde
  -  Médaille de bronze dans la catégorie des moins de 74 kg en 2007

- Championnats d'Europe
  -  Médaille de bronze dans la catégorie des moins de 74 kg en 2008
  -  Médaille de bronze dans la catégorie des moins de 74 kg en 2011

- Championnats de France
  -  Médaille d'or dans la catégorie des moins de 74 kg en 2007
  -  Médaille de bronze dans la catégorie des moins de 74 kg en 2005

- Jeux méditerranéens
  -  Médaille d'or dans la catégorie des moins de 69 kg aux Jeux méditerranéens de 2001
  -  Médaille d'argent dans la catégorie des moins de 74 kg aux Jeux méditerranéens de 2009
  -  Médaille de bronze dans la catégorie des moins de 74 kg aux Jeux méditerranéens de 2005

## Décoration
- Médaille de la jeunesse, des sports et de l'engagement associatif, or (2024)[2]